# Замости
За́мости — село в Україні, у Оваднівській сільській громаді Володимирського району Волинської області. Населення становить 96 осіб.

## Історія
У 1906 році село Леликівської волості Ковельського повіту Волинської губернії. Відстань від повітового міста 81 верста, від волості 1. Дворів 17, мешканців 58.
До 23 червня 2016 року село входило до складу Гайківської сільської ради Турійського району Волинської області.
12 червня 2020 року, відповідно до розпорядження Кабінету Міністрів України № 708-р «Про визначення адміністративних центрів та затвердження територій територіальних громад Волинської області», увійшло до складу Оваднівської сільської територіальної громади.
19 липня 2020 року, в результаті адміністративно-територіальної реформи та ліквідації Турійського району, село увійшло до новоутвореного Володимир-Волинського району (від 18 липня 2022 Володимирського).

## Населення
Згідно з переписом УРСР 1989 року чисельність наявного населення села становила 106 осіб, з яких 49 чоловіків та 57 жінок.
За переписом населення України 2001 року в селі мешкало 96 осіб.

### Мова
Розподіл населення за рідною мовою за даними перепису 2001 року:
| Мова       | Відсоток |
| ---------- | -------- |
| українська | 98,96 %  |
| російська  | 1,04 %   |